# Magyarlukafa
Magyarlukafa là một thị trấn thuộc hạt Baranya, Hungary. Thị trấn này có diện tích 12,97 km², dân số năm 2010 là 78 người, mật độ 6 người/km².